# David Wayne (cantante)
David Wayne (Renton, 1º gennaio 1958 – Tacoma, 10 maggio 2005) è stato un cantante statunitense heavy metal, principalmente noto per la sua militanza nei Metal Church e nei Reverend, band da lui stesso fondata.

## Biografia
Prima di diventare cantante dei Metal Church, nel 1982, Wayne era medico presso l'esercito statunitense. Con la band registra diverse demo, alle quali segue il loro primo album in studio, Metal Church, nel 1984, e The Dark nel 1986, entrambi caratterizzati da sonorità thrash metal con un tocco oscuro tipico della band. Lascia il gruppo nel 1988, l'anno seguente forma i Reverend con i quali registra 2 album in studio, due EP e un live.
Tra il 1998 e il 2001 torna a far parte dei Metal Church, parentesi che si concluderà con un live e un album registrati.
Nel 2001 vede la luce il suo nuovo progetto Wayne (o David Wayne's Metal Church), che vede la sua fine dopo un solo album pubblicato a causa della sua improvvisa morte, avvenuta il 10 maggio 2005 per via delle complicazioni sopravvenute dopo un incidente stradale.

## Discografia

### Con i Metal Church
- 1981 - Red Skies (demo)
- 1982 - Four Hymns (demo)
- 1983 - Deathwish (demo)
- 1984 - Metal Church
- 1986 - The Dark
- 1998 - Live (live)
- 1999 - Masterpeace

### Con i Reverend
- 1989 - Reverend (EP)
- 1990 - World Won't Miss You
- 1991 - Play God
- 1992 - Live (EP)
- 2001 - A Gathering of Demons (EP)

### Con i Wayne
- 2001 - Metal Church